# Moravče
Moravče (in passato in tedesco Moräutsch) è un comune di 4 508 abitanti della Slovenia centrale.